# Meilenstein (Heidekrug)

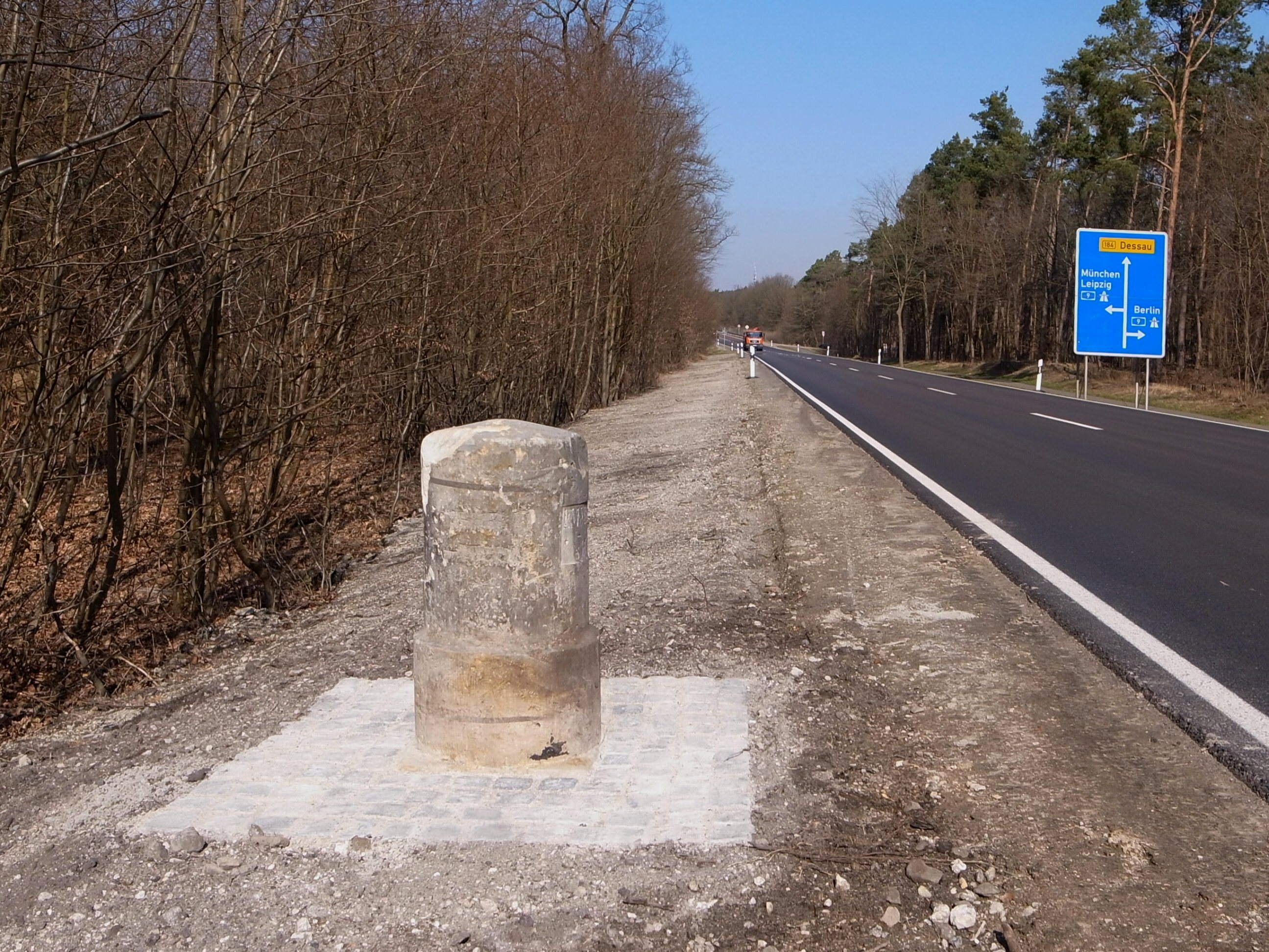
Meilenstein Heidekrug

Der Meilenstein Heidekurg ist ein Kleindenkmal im Landkreis Anhalt-Bitterfeld in Sachsen-Anhalt.
In der Mosigkauer Heide steht westlich und östlich der Autobahn 9 je ein Myriameterstein. Der Stein östlich der A 9 befindet sich 500 Meter südlich der Autobahnauffahrt Dessau Süd an der Bundesstraße 184 an der westlichen Straßenseite, wo er tief in der Böschung versunken war. Bei Straßenbauarbeiten im Jahr 2015 wurde er angehoben und auf ein Pflasterpodest näher an die Straße heran gesetzt. Auf diesem sticht sein beschädigter Zustand allerdings noch mehr ins Auge. An der Rückseite sind größere Teile abgeplatzt.
Der 60 Zentimeter hohe Stein hat einen 30 Zentimeter hohen Fuß, der einige Zentimeter breiter ist als der eigentliche Schaft. Laut der hinter dem Straßengraben aufgestellten Informationstafel handelt es sich um einen Myriameterstein, der im Jahr 1874 aufgestellt wurde. Das scheint auch seine Inschrift (1 MYRIAMETER von DESSAU in einem vertieften Schriftfeld) zu bestätigen. Allerdings muss angenommen werden, dass es sich um einen umfunktionierten Meilenstein handelt.
Das Wort myrias stammt aus dem Griechischen und bedeutet 10.000. Diese Steine standen also im Abstand von 10 Kilometern von Dessau. Genauso wie die Meilensteine waren die Myriametersteine auf den Schlossplatz in Dessau ausgerichtet. Nun wird aber bereits im Jahr 1853 von der Polizei gemeldet, dass der gerade neu errichtete Meilenstein zwischen Heidekrug und Bobbau umgefahren wurde. Offensichtlich handelt es sich hierbei um einen der beiden Steine. Dieser stand auf der Position II Meilen von Dessau, der andere auf der Position I Meile von Dessau. Die anhaltische Meile entsprach der preußischen Meile, war also 7,532 Kilometer lang und diese 15-Kilometer-Distanz wird zwischen Heidekrug und Bobbau erreicht.
Die Umsetzung der Meilensteine in Anhalt in das Kilometersystem lässt sich an verschiedenen Steinen dokumentieren. So steht am Meilenstein in Kleinpaschleben die Angabe 10 Kilom. von Köthen neben zwei Meilenangaben. Auch der Meilenstein bei Porst trägt eine zusätzliche Kilometerangabe. Meilensteine stehen in Sachsen-Anhalt unter Denkmalschutz. Der anhaltische Rundsockelstein ist im Denkmalverzeichnis mit der Nummer 094 90110 erfasst.